# Black Sea (альбом XTC)

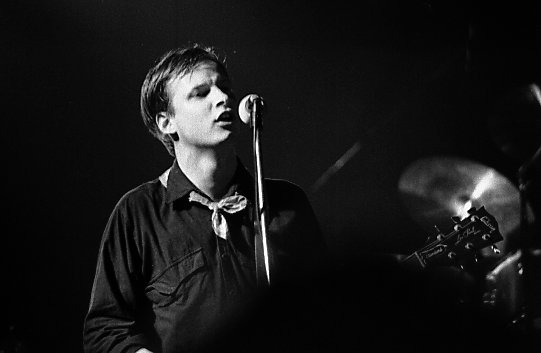
Фронтмен Энди Партридж выступает с XTC в Торонто, февраль 1980 года

Black Sea — четвёртый студийный альбом британской рок-группы XTC. Альбом был выпущен 12 сентября 1980 года лейблом Virgin Records. Он является продолжением альбома предыдущего года Drums and Wires, продолжая акцент на гитарах и объёмных барабанах, но с более лаконичными аранжировками, написанными с учётом будущих концертных выступлений группы, избегая наложений, за исключением случаев, когда их можно было исполнить вживую.
Как и Drums and Wires, альбом Black Sea был записан в лондонской студии Virgin Town House с продюсером Стивом Лиллиуайтом и звукорежиссёром Хью Пэдхамом. Изначально альбом назывался «Work Under Pressure» (Работа под давлением), что отсылало к изнурительному гастрольному графику и режиму записи XTC. После жалобы менеджера фронтмен Энди Партридж придумал название «Black Sea» как отсылку к своему эмоциональному состоянию во время работы над альбомом. С 1980 по 1981 год группа гастролировала в поддержку альбома, выступая на разогреве у группы The Police. Усталость музыкантов усиливалась, и к 1982 году XTC прекратили гастроли на неопределённый срок.
Black Sea был высоко оценён критиками и остаётся вторым по популярности альбомом XTC в Великобритании, заняв 16-е место в британском чарте альбомов UK Albums Chart, а также самым успешным альбомом в США, достигнув 41-го места в Billboard 200. Три сингла с этой песни вошли в топ-40 британского чарта: «Generals and Majors» (32-е место), «Towers of London» (31-е место) и «Sgt. Rock (Is Going to Help Me)» (16-е место). Другой сингл, «Respectable Street», был запрещён на радио BBC из-за упоминаний об абортах и «Sony Entertainment Centre».

## История
В августе 1979 года XTC выпустили свой третий альбом Drums and Wires, более поп-ориентированный, чем предыдущий Go 2 (1978). Он был встречен положительными отзывами и достиг 34-го места в чартах. Недовольство басиста Колина Молдинга «странной» репутацией XTC вдохновило группу на более доступный подход к альбому. По его воспоминаниям, «до этого момента нас считали просто Talking Heads для бедных… когда же мы выпустили Drums and Wires, это была уже совсем другая группа». Ведущий сингл «Making Plans for Nigel» ещё больше укрепил популярность группы: все билеты на их британский тур были распроданы. Они по-прежнему считали себя «немодными» в Англии. Пластинка продавалась особенно хорошо в Канаде и других частях мира, но в Англии продажи оказались лишь незначительно выше предыдущих записей.
Фронтмен Энди Партридж чувствовал, что теряет лидерство в группе, отчасти из-за того, что Молдинг предоставил все их синглы, попавшие в чарты, и, как следствие, фаворитизма со стороны лейбла Virgin Records. Он пытался усилить влияние в группе, позже назвав себя «очень великодушным диктатором». Гитарист Дэйв Грегори не соглашался, вспоминая, что группа «довольно устала», а Партридж «может быть немного грубым». Молдинг утверждал: «Virgin хотели быстрого продолжения „Nigel“. Я чувствовал давление, но Энди рвался вперёд, чтобы восстановить равновесие и доказать, что он тоже может написать хит». После «Nigel» группа записала песню Партриджа «Wait Till Your Boat Goes Down» с продюсированием Фила Уэйнмана, известного по Bay City Rollers. Партридж считал эту песню «Hey Jude» группы и ожидал, что она станет катализатором успеха группы . Вместо этого она стала их самым слабопродаваемым синглом на тот момент.

## Отзывы
| Оценки критиков | Оценки критиков |
| Источник        | Оценка          |
| --------------- | --------------- |
| Rolling Stone   | [ 16 ]          |
| Smash Hits      | 9/10            |
| Sounds          | [ 18 ]          |

Альбом получил положительные отзывы музыкальной критики и интернет-изданий. Неназванный рецензент Billboard назвал альбом «неизменно привлекательным и более доступным, чем Drums and Wires. Вокал Энди Партриджа и Колина Молдинга обладает привлекательной лёгкостью, а инструментальная часть — плотной». В журнале Musician Рой Тракин отнёс XTC к «новому английскому арт-року» и похвалил Black Sea за успешное сочетание «любви Партриджа к ритму и тяги Молдинга к мелодии… Такие песни, как „Towers of London“ и „Burning With Optimism’s Flames“, демонстрируют, как два подхода наконец-то достигли безупречного синтеза».
Дон Шеви из Rolling Stone отметил, что Black Sea в целом звучит последовательно, за исключением песни «Travels in Nihilon», которая, по его словам, «отходит от пересечения панка и поп-музыки, где XTC чувствуют себя как дома». Джефф Тамаркин из CMJ New Music Report охарактеризовал альбом как более совершенную версию Drums and Wires с «превосходным продакшеном, музыкальностью и композиторским мастерством», хотя и выразил разочарование отсутствием песен Moulding. Он предсказал, что группа «обнаружит ещё более широкую аудиторию, потому что здесь есть достаточно песен, чтобы удовлетворить даже самого робкого радиоведущего и диджея танцевального клуба, работающего на грани рока».
По словам биографа Криса Туоми, критики альбома считали, что его «сложные музыкальные основы [были] слишком артистичными или слишком заумными для собственного блага». Майкл Кремен из The Michigan Daily отметил, что песни «больше не звучат свежо. Я слышу слишком много фрагментов из их предыдущих записей, а также много материала Beatles времён Белого альбома и Abbey Road. Возможно, оказавшись под влиянием множества групп за последние три года, XTC оказала влияние на то, что когда-то казалось уникальным, теперь стало довольно распространённым».

### Ретроспективные отзывы
| Оценки критиков               | Оценки критиков |
| Источник                      | Оценка          |
| ----------------------------- | --------------- |
| AllMusic                      | [ 23 ]          |
| Chicago Tribune               | [ 24 ]          |
| Christgau's Record Guide      | B+              |
| Classic Rock                  | 9/10            |
| Mojo                          | [ 27 ]          |
| Pitchfork                     | 9.2/10          |
| Q                             | [ 29 ]          |
| Record Collector              | [ 30 ]          |
| The Rolling Stone Album Guide | [ 31 ]          |
| Spin Alternative Record Guide | 6/10            |

Грег Кот из Chicago Tribune сказал, что альбом ознаменовал «конец эпохи с восклицательным знаком. С этого момента сочинительство группы станет ещё более сложным и персонализированным». Крис Вудстра из AllMusic назвал его самым последовательным альбомом XTC на сегодняшний день, как с точки зрения его полных аранжировок, так и откровенных политических комментариев . Орегано Рэтбоун из Record Collector написал, что Black Sea, возможно, был «золотой серединой в имперской фазе XTC как постоянно гастролирующей экспериментальной поп-группы из четырёх человек». Дэвид Синклер в обзоре ранних альбомов XTC для Q определил, что аранжировки Black Sea, несмотря на всю сложность, были гораздо чище, чем более ранние аранжировки, например, те, что можно найти на их дебютном альбоме White Music. В 1996 году критик Джек Рэбид похвалил «сардонический сарказм» песни «Respectable Street» и написал: «Неужели я единственный, кто заметил, что суперфанаты Blur уже трижды скопировали эту песню???!!!!»
В своей статье для Pitchfork Крис Дален особо выделяет «Sgt. Rock» («…will never vacate your brain»), «Rocket From a Bottle» («одна из их самых реактивных песен») и «Travels in Nihilon» («одна из самых странных»). Он также оценил расположение бонус-треков на переиздании CD 2001 года, следуя оригинальному списку композиций альбома. В предыдущих переизданиях эти треки располагались в середине альбома, нарушая «течение». Роберт Кристгау был впечатлён темпом и эклектичностью альбома, несмотря на чрезмерное погружение в «приукрашивание ерунды» и чрезмерную интеллектуальность.

## Список композиций
Слова и музыка всех песен — Andy Partridge, кроме указанных.
| №  | Название                      | Автор(ы)       | Длительность |
| -- | ----------------------------- | -------------- | ------------ |
| 1. | «Respectable Street»          |                | 3:37         |
| 2. | «Generals and Majors»         | Colin Moulding | 4:04         |
| 3. | «Living Through Another Cuba» |                | 4:45         |
| 4. | «Love at First Sight»         | Moulding       | 3:06         |
| 5. | «Rocket from a Bottle»        |                | 3:30         |
| 6. | «No Language in Our Lungs»    |                | 4:52         |

| №                   | Название                           | Длительность |
| ------------------- | ---------------------------------- | ------------ |
| 1.                  | «Towers of London»                 | 5:24         |
| 2.                  | «Paper and Iron (Notes and Coins)» | 4:14         |
| 3.                  | «Burning with Optimism's Flames»   | 4:15         |
| 4.                  | «Sgt. Rock (Is Going to Help Me)»  | 3:56         |
| 5.                  | «Travels in Nihilon»               | 6:56         |
| Общая длительность: | Общая длительность:                | 48:56        |

| №   | Название                 | Автор(ы) | Длительность |
| --- | ------------------------ | -------- | ------------ |
| 12. | «Smokeless Zone»         | Moulding | 3:51         |
| 13. | «Don't Lose Your Temper» |          | 2:33         |
| 14. | «The Somnambulist»       |          | 4:38         |

| №   | Название                                           | Автор(ы)       | Длительность |
| --- | -------------------------------------------------- | -------------- | ------------ |
| 12. | «Respectable Street (Single Version)»              |                | 3:08         |
| 13. | «Smokeless Zone»                                   | Colin Moulding | 3:50         |
| 14. | «Don't Lose Your Temper»                           |                | 2:32         |
| 15. | «Take This Town»                                   |                | 4:09         |
| 16. | «Ban the Bomb»                                     | Moulding       | 2:40         |
| 17. | «Towers of London (Early Version)»                 |                | 6:11         |
| 18. | «The Somnambulist»                                 |                | 4:38         |
| 19. | «History of Rock 'n' Roll - Andy Partridge (Solo)» |                | 0:21         |

## Чарты
| Чарт (1980)                               | Высшая позиция |
| ----------------------------------------- | -------------- |
| Австралия (Kent Music Report)             | 27             |
| Великобритания (UK Albums Chart)          | 16             |
| США (Billboard 200)                       | 41             |
| Новая Зеландия (New Zealand Albums Chart) | 1              |